# Amandine Fouquenet
Amandine Fouquenet, née le 19 février 2001 à Vitré, est une coureuse cycliste professionnelle française, membre de l'équipe Arkéa. 

## Biographie

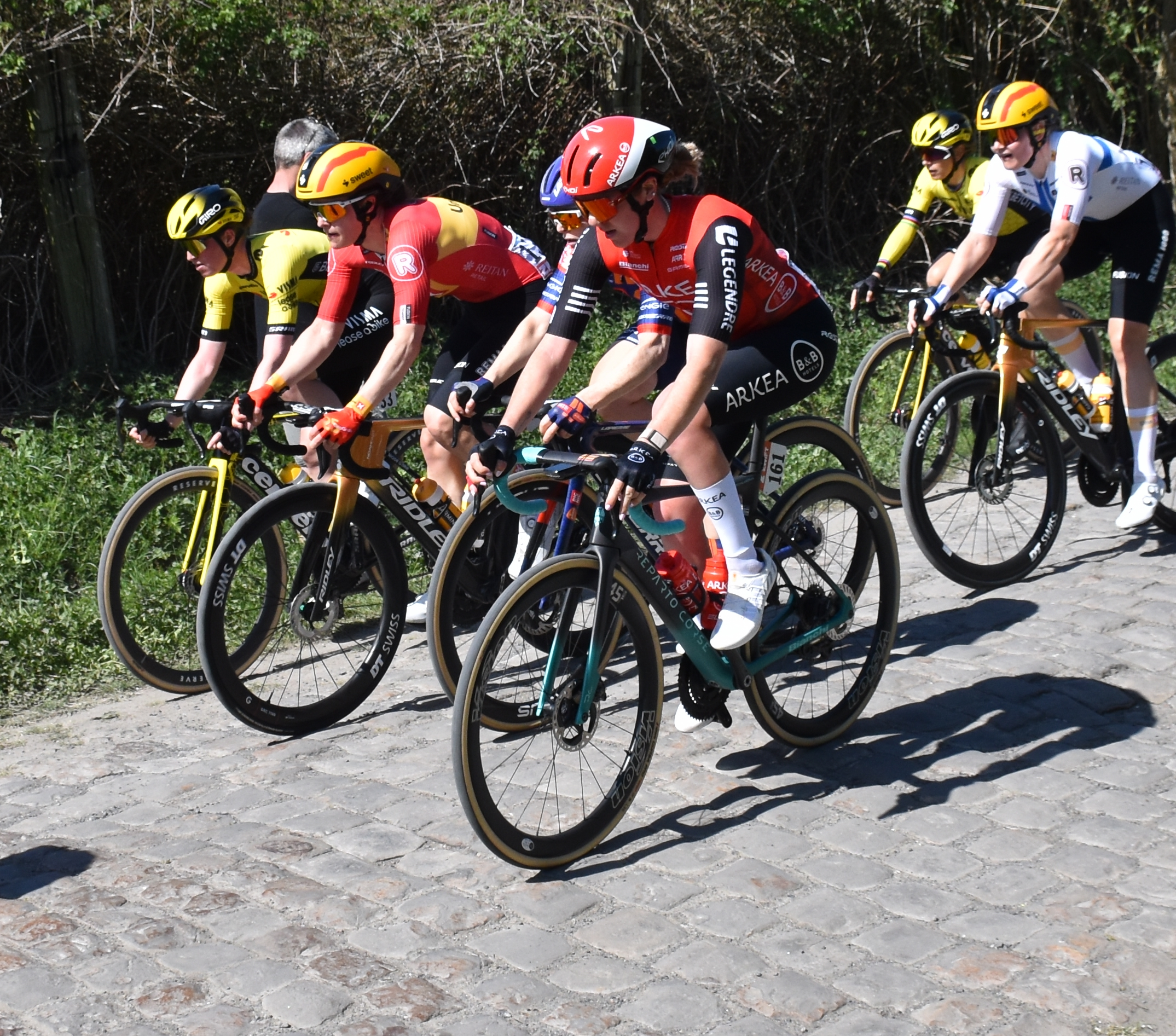
Amandine Fouquenet #161 - Paris-Roubaix 2025.

Amandine Fouquenet est originaire du petit village breton de Brielles et court pour le club cycliste de Cossé-le-Vivien dans sa jeunesse. En 2017, elle obtient à 16 ans son premier titre de championne de France en cyclisme sur piste, en remportant la course tempo chez les cadettes (moins de 17 ans),.
Elle va rapidement se spécialiser dans le cyclo-cross, avec comme entraîneur Guillaume Benoist. En 2019, elle devient championne de France de cyclo-cross juniors (moins de 19 ans). Elle termine également troisième du championnat de France sur route juniors à Beauvais. Elle remporte également le championnat de Bretagne de cyclo-cross,.
En 2020, elle s'adjuge le cyclo-cross du Mingant, à Lanarvily et se classe troisième de la Coupe de France de cyclo-cross juniors. Sur route, elle rejoint l'équipe Arkéa. En 2021, elle réalise le doublé : elle remporte les championnats de France de cyclo-cross chez les espoirs et les élites. 
Lors de la saison 2022, elle dispute le Tour de France, de retour dans le calendrier féminin. Dans la foulée, elle est sacrée championne de France sur route espoirs (moins de 23 ans). En 2025, elle devient championne de France de cyclo-cross chez les élites pour la deuxième fois. Ses résultats internationaux les plus significatifs sont des tops 10 aux championnats d'Europe de cyclo-cross 2023 et 2024 et aux mondiaux 2025.

## Palmarès en cyclo-cross
- 2018-2019
  -  Championne de France de cyclo-cross juniors
  - 6e de la Coupe de France de cyclo-cross
- 2019-2020
  - Cyclo-cross du Mingant, Lanarvily
  - 3e de la Coupe de France de cyclo-cross juniors
- 2020-2021
  -  Championne de France de cyclo-cross
  -  Championne de France de cyclo-cross espoirs
- 2021-2022
  - Classement général de la Coupe de France : 
    - Coupe de France #3, Quelneuc
    - Coupe de France #4, Quelneuc
    - Coupe de France #5, Bagnoles-de-l'Orne
    - Coupe de France #6, Bagnoles-de-l'Orne

  - Cyclo-cross international de Boulzicourt Ardennes, Boulzicourt
  - 2e du championnat de France de cyclo-cross espoirs
  - 3e du championnat de France de cyclo-cross
  - 5e du championnat d'Europe de cyclo-cross espoirs
  - 5e de la Coupe du monde espoirs
  - 5e du championnat du monde de cyclo-cross espoirs
- 2022-2023
  - Cyclo-cross international de Boulzicourt Ardennes, Boulzicourt
  - 3e du championnat de France de cyclo-cross espoirs
  - 4e du championnat du monde de cyclo-cross espoirs
  - 6e du championnat d'Europe de cyclo-cross espoirs
- 2023-2024
  - Classement général de la Coupe de France : 
    - Coupe de France #1, Quelneuc
    - Coupe de France #2, Quelneuc
    - Coupe de France #4, Albi
    - Coupe de France #6, Flamanville

  - 2e du championnat de France de cyclo-cross
  - 3e du championnat de France de cyclo-cross en relais mixte
  - 10e du championnat d'Europe de cyclo-cross
- 2024-2025
  -  Championne de France de cyclo-cross
  - Coupe de France #3, Pierric
  - 5e du championnat d'Europe de cyclo-cross
  - 10e du championnat du monde de cyclo-cross

## Palmarès sur route

### Par années
- 2019
  - 3e du championnat de France sur route juniors
- 2022
  -  Championne de France sur route espoirs
- 2023
  - 3e des Boucles Guégonnaises Femmes

### Résultats sur les grands tours

#### Tour de France
3 participations
- 2022 : 76e
- 2023 : abandon (2e étape)
- 2024 : 104e

#### Tour d'Italie
1 participation
- 2021 : 82e

### Classements mondiaux
| Année                                 | 2021 | 2022 | 2023  | 2024 |
| ------------------------------------- | ---- | ---- | ----- | ---- |
| Classement UCI                        | 672e | 259e | 1120e | 859e |
| UCI World Tour                        | nc   | 197e | nc    | nc   |
|                                       |      |      |       |      |
| Légende : nc = non classéSource : UCI |      |      |       |      |